# Club Balonmano Femenino Elda
Dernière mise à jour : 25 juillet 2020.

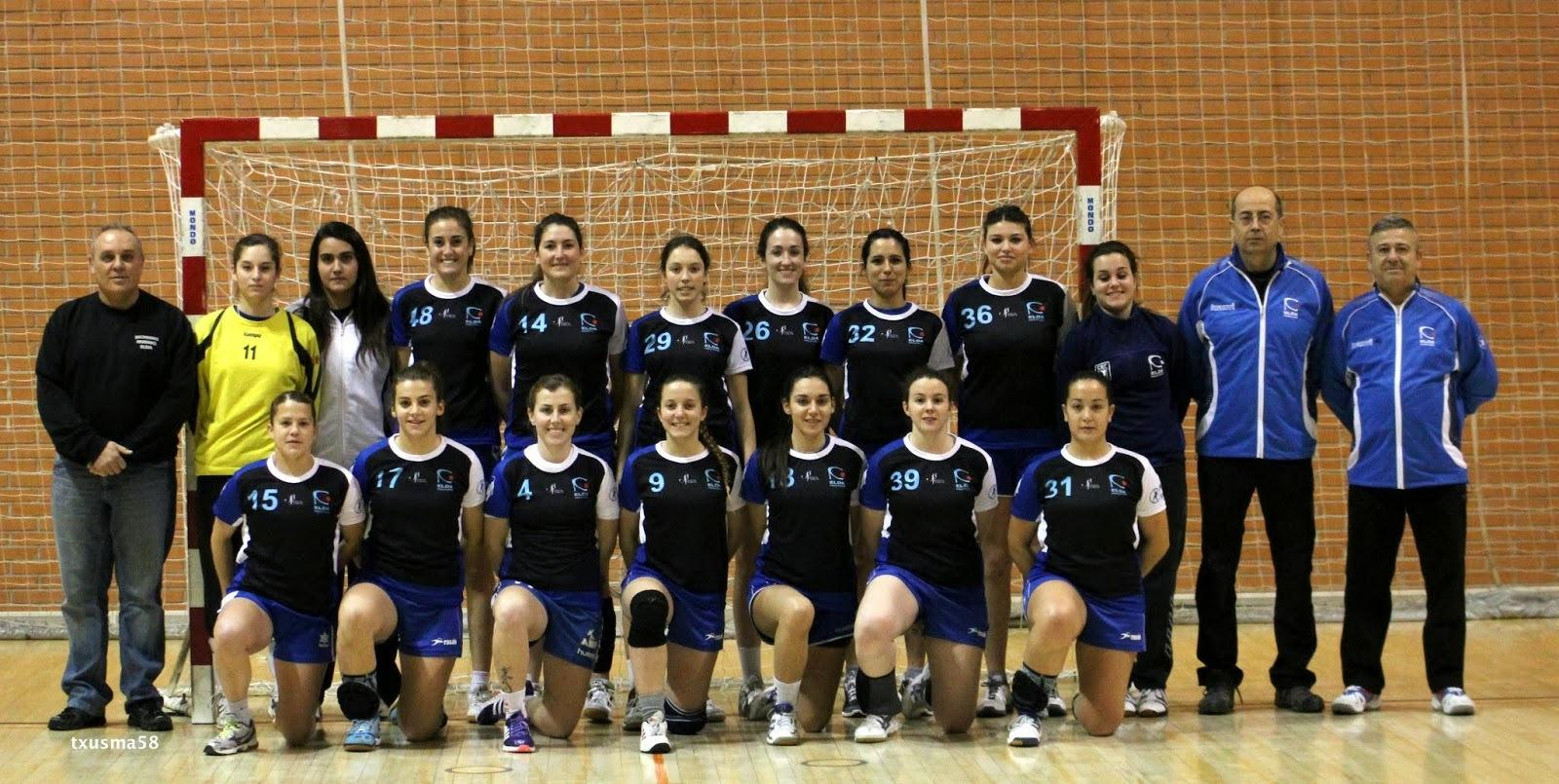
L'équipe en 2013-2014.

Club Balonmano Femenino Elda ou Elda Prestigio est un club espagnol de handball basé à Elda, dans la province d'Alicante, fondé en 1985.

## Histoire
En 1992, le club est promu en première division, où il évolue pour les 20 saisons suivantes. À la fin des années 1990, Elda devient un club majeur du handball féminin espagnol, reportant quatre titres nationaux et deux coupes de la Reine entre 1999 et 2008. Les principaux faits d'armes de l'équipe sur la scène européenne sont un quart de finale en Ligue des champions en 2005 et une finale de coupe de l'EHF (C3) perdue face à Randers HK en 2010.
En juin 2012, le club est relégué en troisième division pour cause de difficultés financières.

## Palmarès
Compétitions nationales
- Championnat d'Espagne
  - Vainqueur (4) en 2000, 2003, 2004 et 2008
  - Deuxième en 2005, 2010 et 2011
- Coupe de la Reine (2) en 2002 et 2005
- Coupe ABF (1) en 2005
- Supercoupe d'Espagne (2) en 2005 et 2009

Compétitions internationales
- finaliste de la coupe de l'EHF (C3) en 2010
- demi-finaliste de la Coupe des vainqueurs de coupe en 2002

## Personnalités liées au club
- Vanesa Amorós : joueuse de 2006 à 2011
- Stéphanie Cano : joueuse de 2004 à 2005
- Tanja Dajcman : joueuse de 2006 à 2008
- Fabiana Diniz : joueuse de 2008 à 2009
- Begoña Fernández : joueuse de 2005 à 2008
- Susana Fraile (en) : joueuse de 1997 à 2010
- Paula García Ávila : joueuse de 2009 à 2012
- Ana Paula Rodrigues : joueuse de 2009 à 2011
- Myriame Saïd Mohamed : joueuse de 2011 à 2012